# Lassie, chien fidèle
Pour les articles homonymes, voir Lassie.
Lassie, chien fidèle (titre original : Lassie Come-Home, littéralement : « Lassie Reviens-à-la-maison »), est un roman pour la jeunesse américain écrit par Eric Knight. L'histoire a d'abord paru dans le journal américain The Saturday Evening Post en 1938 puis sous la forme de roman en 1940, toujours aux États-Unis. 
En Angleterre, Lassie, la magnifique chienne du petit Joe Carraclough, est vendue par le père de Joe à cause de la pauvreté. L'animal est emmené dans la lointaine Écosse par son nouveau propriétaire. Mais Lassie, après moult péripéties et dangers, parvient à regagner son premier foyer.
En France, le roman a été publié pour la première fois en 1949 aux éditions Hachette dans la collection Bibliothèque rose illustrée sous le titre : Topsy, chien fidèle.

## L'auteur
Eric Knight (1897-1943), auteur anglais, écrit cette histoire en 1938 après que sa chienne préférée, un border collie nommée Toots (dont le nom sera repris dans le roman et attribué à un autre chien) s'est perdue dans la forêt et a réussi à retrouver le chemin de son foyer. Eric Knight ne connaîtra pas l'étendue du succès universel du personnage de Lassie et ses nombreuses futures adaptations car il meurt dans un accident d'avion en 1943.

## Résumé
Tout le monde à Greenall Bridge, dans le Yorkshire, connaît Lassie, la chienne de Sam Carraclough. C'est même le chien le plus célèbre de toute la région, et cela pour trois raisons : d’abord, personne n'avait vu un aussi beau colley. Ensuite, Lassie avait la régularité d'une horloge : tous les jours, quel que fût le temps, à quatre heures moins cinq elle attendait son petit maître Joe à la sortie de l'école. Et enfin, Lassie avait une grande valeur et était l’orgueil de la région car Sam Carraclough avait refusé de vendre la chienne au riche duc de Rudling, qui possède un chenil avec les plus beaux chiens qu'on ait pu voir.
Mais le chômage fait rage dans cette région isolée de l’Angleterre, et les mines ferment les unes après les autres. Sam Carraclough se retrouve sans emploi et a du mal à faire vivre sa famille. À contrecœur et en cachette de son fils, il se résout à vendre Lassie au duc de Rudling. Ce jour-là, au sortir de l'école Joe ne voit pas Lassie pour la première fois. Inquiet, il court chez lui et apprend la nouvelle. Joe ne comprend pas la décision de ses parents et est anéanti par le chagrin. Ses parents promettent de lui acheter un chiot mais Joe ne veut pas d'autre chien que Lassie. 
Le lendemain, au sortir de l'école, quelle n’est pas la surprise du garçonnet quand il aperçoit Lassie qui l'attend devant la porte ! Elle s'est échappée du chenil. Le garçon est tout heureux, mais son père Sam ramène le chien au duc. Cette fois-ci, le duc fait en sorte que Lassie ne puisse plus s'échapper en posant des grillages hauts de deux mètres.
Quatre heures approchent, et Lassie n'a qu'une idée en tête : il lui faut rejoindre Joe. Elle parvient à se libérer en sautant par-dessus le grillage et court retrouver son petit maître au moment où celui-ci sort de l'école. Cette fois-ci, Joe décide de cacher Lassie pour pouvoir la garder. Mais son père découvre la cachette et lui demande de venir avec lui ramener le chien au duc de Rudling, et de commander à Lassie de ne plus jamais s'échapper. Avec douleur, Joe obéit et Lassie semble comprendre ce que lui demande son maître. Priscilla, la petite-fille du duc, est témoin de la scène. Une fois Joe et son père partis, elle s’aperçoit de la grande tristesse de Lassie et la prend en pitié.
Joe, malgré lui, espère toujours revoir Lassie à la sortie de l'école. Les jours passent, mais la chienne ne réapparaît pas. Joe apprend bientôt que le duc a emmené Lassie avec lui en Écosse, dans sa propriété, à plus de cinq cents kilomètres de là, afin de la faire participer à des concours. Le petit garçon sait maintenant qu'il ne reverra plus jamais son chien.
En Écosse, Lassie est triste, son foyer lui manque. Elle a même maigri, car elle refuse de s'alimenter correctement. Le duc s'en aperçoit et commande à son employé de lui faire prendre de l’exercice tous les jours. Le chien profite d'un moment d'inattention de l'employé pour lui faire faux bond. Elle court jusqu'à la grille d'entrée de la propriété, mais hélas! le portail est fermé. Au même instant, Priscilla et le duc entrent par ce même portail. Priscilla voit Lassie accourir pour s'échapper par la porte entrouverte. La fillette va-t-elle refermer la porte et empêcher l'animal de s'enfuir ? Priscilla hésite, puis, prise de pitié, laisse passer le colley. Lassie est enfin libre de rentrer chez elle. Son instinct lui dit qu'il lui faut aller vers le Sud. Une longue, très longue route l'attend, ainsi que de nombreux dangers. Elle franchit montagnes et rivières, marche toute la journée jusqu’à ce qu'elle soit trop fatiguée pour continuer. Sale, amaigrie, affaiblie, elle n'est plus le beau chien qui faisait la fierté de son village. 
Sur la route, deux chasseurs la prennent pour un chien errant dangereux et lui tirent dessus. Blessée au flanc, Lassie réussit à leur échapper. Elle se traîne jusqu'à un fossé, où elle s'écroule. C’est là qu'un vieux couple la trouve ; ils l'emportent dans leur maison et la soignent avec tendresse. Lassie guérit. Le vieux couple s’est beaucoup attaché au chien et, de peur que le propriétaire légitime ne vienne réclamer le beau colley, ils gardent Lassie dans la maison. Mais tous les jours, lorsqu'approchent les quatre heures, Lassie va à la porte et fait des va-et-vient incessants. Le couple comprend que l'animal n'est que de passage, qu'il a une mission à accomplir. Ils libèrent Lassie.
Lassie reprend son périple vers le sud. En traversant péniblement une grande rivière, des enfants la voient et lui jettent des pierres. Elle réussit à leur échapper, mais elle est capturée par des ramasseurs de chiens errants. Mais une fois encore, Lassie parvient à s'échapper. Elle sait à présent que les hommes représentent le danger. Désormais, elle évite les routes et prend des chemins isolés. Un marchand ambulant du nom de Rowlie le potier, croise son chemin. 
Rowlie conduit une roulotte, et son petit chien, Toots, l'accompagne. Rowlie essaye d'amadouer le colley, mais Lassie est devenue méfiante et se contente de suivre la roulotte à distance respectable. Rowlie lui donne à manger, de loin. Ils font ainsi route ensemble pendant plusieurs jours. Voici qu'un soir des bandits surgissent et attaquent Rowlie pour lui prendre son argent. Le petit chien Toots tente de défendre son maître, mais un des malfrats lui assène un coup de massue : le petit animal est tué sur le coup. Lassie accourt pour défendre le potier, et les voleurs finissent par s'enfuir. Lassie et Rowlie font encore un bout de chemin ensemble. Arrivée à un carrefour, Lassie s'arrête. Le potier comprend que leurs chemins se séparent ici. Il aurait pourtant bien aimé garder la chienne.
De nouveaux jours passent, la neige tombe à présent. Lassie est de plus en plus épuisée. Ses pattes sont meurtries et elle a du mal à marcher. Pourtant, le pays qu'elle traverse lui rappelle des souvenirs. Elle reconnaît cette odeur, l'odeur des mines ; elle reconnaît même le visage sale et noirci des mineurs qu'elle croise sur les routes. Rampant plus que marchant, Lassie s'écroule devant la porte de l'école de Joe et ne bouge plus. Et c'est là que Joe l’aperçoit et reconnait le chien crasseux et décharné. On transporte aussitôt Lassie chez Joe. Les parents du petit garçon ne grondent pas leur fils cette fois-ci, trop émus de l'exploit accompli par l'animal. Tout est fait pour soigner la pauvre bête, et aucune dépense n'est épargnée pour la sauver. Et Lassie guérit, une nouvelle fois ; elle aura même des petits. Le duc de Rudling, rentré d’Écosse, est impressionné par le voyage accompli par Lassie. Il permet à Sam et à Joe de garder la chienne et propose même à Sam de s'occuper de son chenil. Avec le retour de Lassie, c'est le retour du bonheur à la maison.

## Éditions françaises
- 1949 : Topsy, chien fidèle[4] - Éditions Hachette, collection Bibliothèque rose illustrée, illustrations de Roger Barret, traduction de Janine de Villebonne, 249 p.
- 1950 : Lassie, chien fidèle - Hachette, coll. Bibliothèque rose illustrée, ill. Roger Barret, trad. Janine de Villebonne, 249 p.
- 1950 : Lassie, chien fidèle - Hachette, coll. des Grands Romanciers, trad. Janine de Villebonne, abrégé, ill. R. Simon, 157 p.
- 1953 : Lassie, chien fidèle - Hachette, coll. Idéal-Bibliothèque, abrégé, ill. Albert Chazelle, 190 p.
- 1960 : Lassie, chien fidèle - Hachette, coll. Les Grands Livres Hachette, abrégé, trad. Janine de Villebonne, ill. Albert Chazelle, 189 p. Réédition dans cette collection en 1966.
- 1975 : Lassie, chien fidèle - Hachette, coll. La Galaxie, abrégé, ill. Albert Chazelle, 188 p.
- 1981 : Lassie, chien fidèle - Livre de poche jeunesse no 62, ill. A. Szabo. trad. J. de Villebonne, 281 p.  (ISBN 2-253-02771-5). Rééditions dans cette collection : 1984 ; 1988 ; 1993  (ISBN 2010204948).
- 1984 : Lassie, chien fidèle - Hachette, coll. Idéal-Bibliothèque (nouvelles illustrations). Abrégé, 190 p.  (ISBN 2-01-010014-X).
- 1994 : Lassie, chien fidèle - France Loisirs, coll. Ma Première Bibliothèque, trad. Janine de Villebonne, ill. Akos Szabo, 345 p.  (ISBN 2724282140).
- 1996 : Lassie, chien fidèle - Hachette, Coll. Le Livre de poche Junior, 284 p.
- 2002 : Lassie, chien fidèle - Hachette, Coll. Le Livre de Poche Jeunesse, 315 p.  (ISBN 2013219547)
- 2006 : Lassie - Hachette, Coll. Grand format Hachette Jeunesse, 314 p.  (ISBN 978-2-01-321954-9)

## Adaptations

### Cinéma
- 1943 : Fidèle Lassie (Lassie Come Home): film américain réalisé par Fred M. Wilcox, avec Roddy McDowall et Elizabeth Taylor
- 1945 :  Le Fils de Lassie (Son of Lassie) réalisé par S. Sylvan Simon
- 1946 : Le Courage de Lassie (Courage of Lassie) réalisé par Fred M. Wilcox
- 1948 : Le Maître de Lassie (Hills of home) réalisé par Fred M. Wilcox
- 1949 : Lassie perd et gagne (The Sun Comes Up) de Richard Thorpe
- 1949 : Le Défi de Lassie (Challenge to Lassie) réalisé par Richard Thorpe
- 1951 : The Painted Hills réalisé par Harold F. Kress
- 1978 : La Magie de Lassie  (The Magic of Lassie) réalisé par Don Chaffey
- 1994 : Lassie : Des amis pour la vie (Lassie Best Friends Are Forever) réalisé par Daniel Petrie
- 2005 : Lassie, réalisé par Charles Sturridge
- 2020 : Lassie : La Route de l'aventure (Lassie Come Home) réalisé par Hanno Olderdissen

### Télévision
- 1954-1973 : Lassie: série américaine créée par Robert Maxwell.
- 1972-1973 : Lassie (Lassie's Rescue Rangers) : série américaine produite par Filmation,  éditée en français dans une collection de VHS mais inédite à la télévision.
- 1989-1992 : Les Nouvelles Aventures de Lassie (en) (The New Lassie)
- 1996 : Meiken Rasshi (en) : série d'animation japonaise produite par Nippon Animation.
- 1997-1999 : Lassie (en)
- 2014 : Lassie (The New Adventures of Lassie) : série franco-indienne en 26 épisodes réalisée par Jean-Christophe Roger et diffusée entre autres sur TF1.